# Lac Bergeron
Lac Bergeron är en sjö i Kanada.   Den ligger i regionen Saguenay–Lac-Saint-Jean och provinsen Québec, i den östra delen av landet, 500 km nordost om huvudstaden Ottawa. Lac Bergeron ligger 551 meter över havet. Arean är 3,4 kvadratkilometer. Den sträcker sig 2,3 kilometer i nord-sydlig riktning, och 4,3 kilometer i öst-västlig riktning.
Trakten runt Lac Bergeron är nära nog obefolkad, med mindre än två invånare per kvadratkilometer.